# Heleioporus inornatus
A Heleioporus inornatus a kétéltűek (Amphibia) osztályának békák (Anura) rendjébe, a mocsárjáróbéka-félék (Limnodynastidae) családjába, azon belül a Heleioporus nembe tartozó faj.

## Előfordulása
Ausztrália endemikus faja. Az ország Nyugat-Ausztrália államának délnyugati részén, a Darling-hegység mentén,  150–600 m-es tengerszint feletti magasságban honos. Elterjedési területének mérete körülbelül 71 000 km².

## Életmódja
Élőhelye homokos talajú, tőzeges, savas kémhatású mocsarak, ahol a domináns növényzetet a Xanthorrhoea nevű fűfafélék alkotják. Párjukat a nőstények választják, akik a hím által ásott üregekben párzanak. A nőstény az üregben készített habágyba 100–250 petét rak. Az üregekből az esőzések mossák ki az ebihalakat, akik így a vízfolyásokba jutnak.

## Természetvédelmi helyzete
A vörös lista a nem fenyegetett fajok között tartja nyilván. Elterjedési tartományán belül több védett terület is található.